# Dongwei Xiaojingdi
Dongwei Xiaojingdi of Yuan Shanjian  (Chinees: 元善見) (persoonlijke naam) (524-552) was de enige keizer van China van de Oostelijke Wei-dynastie.

## Levensloop
Xiaojingdi was een kleinzoon van keizer Beiwei Xiaowendi. Na de moord op keizer Beiwei Xiaozhuangdi in 531 brak er een strijd uit tussen de generaals. Generaal Gao Huan trok aan het langste eind, scheurde zich af en zette Xiaojingdi op de troon. De hoofdstad van de oostelijke Wei werd Yecheng. Gao Huan probeerde verschillende keren het westelijk deel terug in te palmen, zonder succes. Gao Huan behandelde Xiaojingdi met respect. De verhouding met zijn zoon Gao Cheng was minder goed. Gao Huan stierf in 547, Gao Cheng werd in 549 vermoord. Zijn jongere broer Gao Yang nam de macht over en stootte in 550 Xiaojingdi van de troon. Twee jaar later werd Xiaojingdi op 28-jarige leeftijd vergiftigd. Nadien werden zijn drie zonen vermoord.